# Manganizam
Manganism ili trovanje manganom jeste toksično stanje koje rezultuje iz hroničnog izlaganja manganu.